# Ганні Колдер
«Ганні Колдер» (англ. Hannie Caulder) — англійський вестерн 1971 року.

## Синопсис
Брати Клеменс, відомі злочинці, увірвалися на ранчо, де жили Ганні Колдер і її чоловік. Чоловік був убитий, будинок спалений, а Ганні зґвалтована. Ганні присягнулася помститися і звернулася до стрільця-одинака, щоб той навчив її поводитися зі зброєю.

## У ролях
| Актор           | Роль              |
| --------------- | ----------------- |
| Ракель Велч     | Ганні Колдер      |
| Роберт Калп     | Томас Лютер Прайс |
| Ернест Боргнайн | Еммет Клеменс     |
| Джек Ілем       | Френк Клеменс     |
| Стразер Мартін  | Руфус Клеменс     |
| Крістофер Лі    | Бейлі             |
| Діана Дорс      | мадам             |
| Стівен Бойд     | проповідник       |